# Q (rete televisiva)
Q (precedentemente QTV, sinonimo di Quality TeleVision) è stato un canale televisivo filippino, proprietà della GMA Network Inc. e Zoe Broadcasting Network. Il canale è stato lanciato l'11 novembre 2005 e chiuso il 20 febbraio 2011. È stato sostituito da GMA News TV.